# Kari Bremnes
Pour les articles homonymes, voir Bremnes.
Kari Bremnes (née le 9 décembre 1956), est une compositrice et chanteuse norvégienne.

## Biographie
Elle possède une maîtrise universitaire ès lettres en langue, littérature, histoire et théâtre de l'université d'Oslo. Après avoir travaillé comme journaliste de nombreuses années, elle décide de se lancer dans la musique.
En 1987, elle reçoit le prix Spellemann pour sa chanson Mitt ville hjerte, et en 1991 pour Spor. Avec ses deux frères, Lars Bremnes et Ola Bremnes, elle reçoit une nouvelle fois ce prix pour Soløye en 2001.
Elle fut aussi vice-présidente de la Société norvégienne des compositeurs et paroliers.

## Discographie

### Solo
- Mitt ville hjerte (My wild heart, 1987)
- Blå krukke (Blue jug, 1989)
- Spor (Trace, 1991)
- Gåte ved Gåte (Riddle beside another riddle, 1994)
- Erindring (Memory, 1995)
- Månestein (Moon stone, 1997)
- Svarta Bjørn (Black bear, 1998)
- Norwegian Mood (2000)
- 11 ubesvarte anrop (11 unanswered calls, 2002)
- You'd Have To Be Here (English version of 11 ubesvarte anrop, 2003)
- Over en by (Over a town, 2005)
- Kari Bremnes live (Reise) (Kari Bremnes live (Journey), 2007)
- Ly (Shelter, 2009)
- Fantastik Allerede (Fantastic Already, 2010)
- Og så kom resten av livet (And then the rest of your life. 2012)
- Det Vi Har (What we have. 2017)

### En collabofration
- Tid å hausta inn (1983, new edition 2001) avec Lars Klevstrand.
- Salmer på veien hjem (Psalms on the way home, 1991) avec Ole Paus et Mari Boine Persen.
- Ord fra en fjord (Word from a fjord, 1992) avec  Ola og Lars Bremnes.
- Folk i husan (People in the houses, 1993) avec Ola Bremnes et Arne Bendiksen Records.
- Cohen på norsk (Cohen in Norwegian, 1993) avec d'autres artistes.
- Løsrivelse (Breakaway, 1993) avec Ketil Bjørnstad.
- The Man From God Knows Where (1999) avec , d'autres artistes dont Tom Russell.
- Soløye (Sun eye, 2000) avec Ola et Lars Bremnes.
- Desemberbarn (December child, 2001) avec Rikard Wolff.
- Voggesanger fra ondskapens akse (Lullabies from the Axis of Evil) (2003) avec Eva Dahlgren et Anisette Koppel.

## Autres apparitions
- Beginner's Guide to Scandinavia, 2011 (Nascente/Demon Music Group)